# Courdemanche (Eure)
Courdemanche település Franciaországban, Eure megyében. Lakosainak száma 593 fő (2022. január 1.). Courdemanche Illiers-l’Évêque, Louye, La Madeleine-de-Nonancourt, Marcilly-sur-Eure, Mesnil-sur-l’Estrée és Saint-Germain-sur-Avre községekkel határos.

## Népesség
A település népességének változása:
| Lakosok száma | 190  | 298  | 462  | 530  | 616  | 603  | 597  | 603  | 600  | 593  |
|               | 1968 | 1982 | 1990 | 2006 | 2013 | 2015 | 2017 | 2019 | 2020 | 2022 |